# Santuario de la naturaleza Itata-Gualaguala
El santuario de la naturaleza Itata-Gualaguala es un humedal ubicado en la parte norte de la Comuna de Mejillones, en la Región de Antofagasta de Chile. Cubre un área de 903 hectáreas y aloja numerosas especies endémicas.
Es una zona protegida desde el 19 de abril de 2022 por el decreto n° 22 de ese año.

## Especies
Un primer conteo estima en 143 ejemplares del gaviotín chico (Sternula lorata) que viven en el humedal, con un promedio de 46 nidos al año. Los nidos son pequeños socavones hechos en la arena en los cuales los pollitos se mimetizan con la arena al igual que los pollos esperando el retorno de sus los padres con el alimento (peces). En el humedal se desarrolla esta especie endémica y también aves migratorias.

## Sitio arqueológico
En el lugar se han encontrado vestigios del pueblo camanchaco (4.000 a 6.000 años antes del presente) que convierten el lugar en un sitio arqueológico.